# Kupreliškis
Kupreliškis är en ort i Panevėžys län i norra Litauen. Enligt folkräkningen från 2011 har staden ett invånarantal på 188 personer.